# Liste des cardinaux créés par Innocent XII
Le pape Innocent XII (1691-1700) a créé 30 cardinaux en 4 consistoires, dont 3 français, 2 espagnols et 1 portugais et 1 autrichien; les autres sont des italiens.

## 12 décembre1695
- Giacomo Antonio Morigia  Italie
- Sebastiano Antonio Tanara  Italie
- Giacomo Boncompagni  Italie
- Giovanni Giacomo Cavallerini  Italie
- Federico Caccia  Italie
- Taddeo Luigi dal Verme  Italie
- Baldassare Cenci  Italie
- Tommaso Maria Ferrari  Italie
- Giuseppe Sacripante  Italie
- Celestino Sfondrati  Italie
- Enrico Noris  Italie
- Giambattista Spinola  Italie
- Domenico Tarugi  Italie
- Henri Albert de La Grange d'Arquien  France

## 22 juillet1697
- Luiz de Sousa  Portugal
- Giorgio Cornaro  Italie
- Pierre IV du Cambout de Coislin  France
- Fabrizio Paolucci  Italie
- Alfonso Aguilar Fernández de Córdoba  Espagne
- Vincenzo Grimani  Italie

## 14 novembre1699
- Niccolò Radulovich  Italie
- Giuseppe Archinto  Italie
- Andrea Santacroce  Italie
- Marcello d'Aste  Italie
- Daniello Marco Delfino  Italie
- Sperello Sperelli  Italie
- Giovanni Maria Gabrielli  Italie

Note. Deux cardinaux sont créés in pectore, mais leurs noms ne seront jamais publiés.

## 21 juin1700
- Louis-Antoine de Noailles  France
- Johannes Philipp von Lamberg  Autriche
- Francisco Antonio de Borja-Centelles y Ponce de León  Espagne